# Нона, Эмиль Шимун
Эмиль Шимун Нона (1.11.1967 г., Алькаш, Ирак) — архиепископ багдадский Халдейской католической церкви с 5 мая 2009 года.

## Биография
Эмиль Шимун Нона родился 1 ноября 1967 года в городе Алькаш, Ирак. 11 января 1991 года был рукоположён в священника, после чего служил викарием в различных католических приходах. С 2000 по 2003 год Эмиль Шимун Нона обучался в Папском Латеранском университете в Риме.
5 мая 2009 года Римский папа Бенедикт XVI назначил Эмиля Шимуна Нона архиепископом Мосула. 8 января 2010 года Эмиль Шимун Нона был рукоположён в епископа.